# Еланский (Свердловская область)
Еланский — посёлок в Камышловском районе Свердловской области России, входит в состав Калиновского сельского поселения. В посёлке имеется военная часть — «Еланский гарнизон».

## Географическое положение
Посёлок Еланский расположен в 12 километрах (по автодорогам в 16 километрах) к западу от города Камышлова, на левом берегу реки Пышмы, ниже устья её левого притока — реки Прочихи. В посёлке находится железнодорожная станция Еланский Свердловской железной дороги.

## Воинская часть

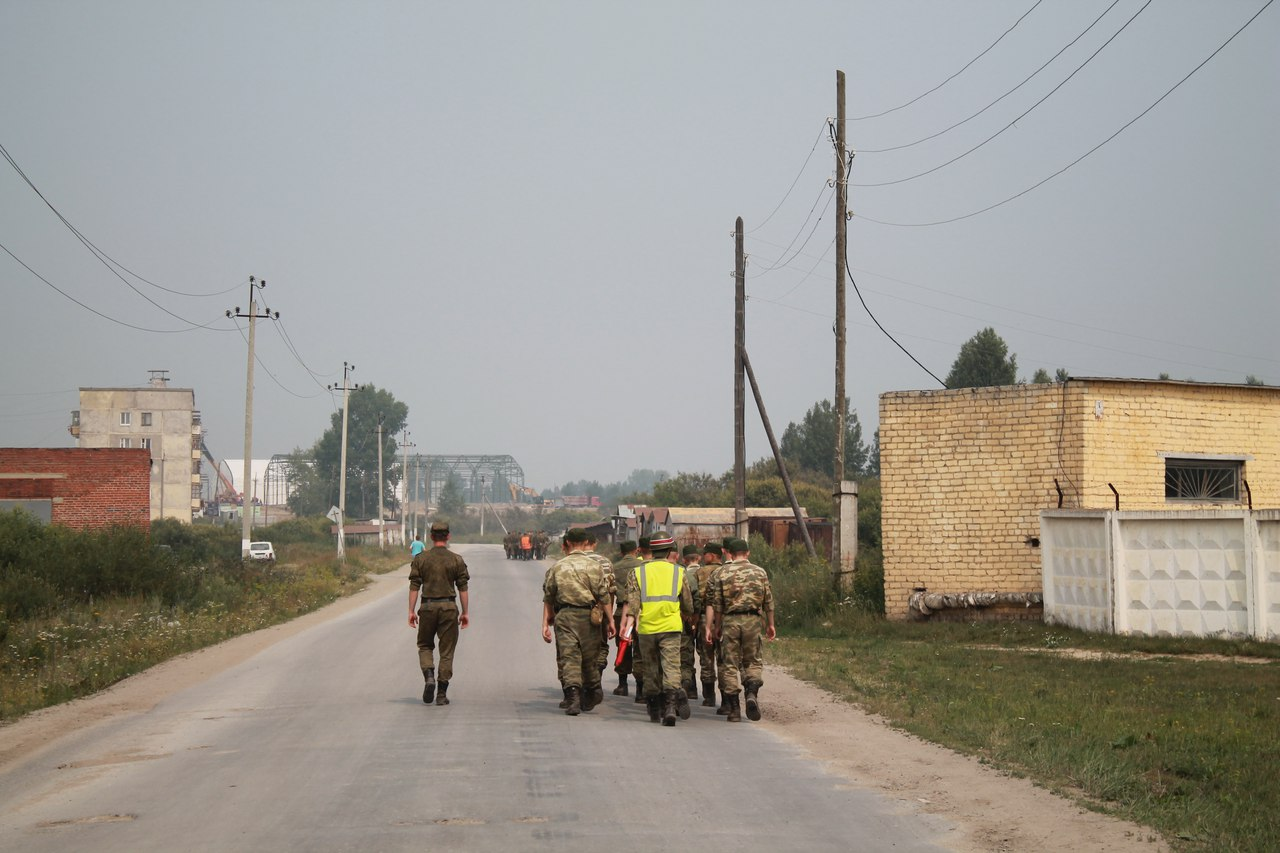
Улица военного городка в Еланском (2016 год)

В Еланском расположена воинская часть. В этой части служил известный свердловский драматург Николай Коляда.

## Население
| 2002 | 2010    | 2021  |
| ---- | ------- | ----- |
| 8797 | ↗10 038 | ↘6851 |